# Gran Premio motociclistico di Spagna 2002
Il Gran Premio motociclistico di Spagna 2002 corso il 5 maggio, è stato il terzo Gran Premio della stagione 2002 del motomondiale e ha visto vincere la Honda di Valentino Rossi in MotoGP, Fonsi Nieto nella classe 250 e Lucio Cecchinello nella classe 125.
Da registrare in 250 la prima vittoria nel motomondiale per Fonsi Nieto (nipote del pluriiridato Ángel Nieto) e la prima gara nel motomondiale per Jorge Lorenzo che, a 15 anni e 1 giorno, stabilisce il nuovo record di più giovane pilota esordiente.
Sempre nella stessa classe, il pilota Eric Bataille, che fino alla stagione precedente aveva corso sotto la bandiera andorrana, gareggia con licenza francese.
Nella MotoGP, Max Biaggi subisce la terza bandiera nera della carriera per non aver rispettato uno "stop and go" comminatogli per irregolarità in partenza.

## MotoGP

### Arrivati al traguardo
| Pos. | Nº | Pilota                   | Squadra                    | Motocicletta    | Giri | Tempo     | Griglia | Punti |
| ---- | -- | ------------------------ | -------------------------- | --------------- | ---- | --------- | ------- | ----- |
| 1º   | 46 | Valentino Rossi          | Repsol Honda               | Honda RC211V    | 27   | 46:51.843 | 1       | 25    |
| 2º   | 74 | Daijirō Katō             | Fortuna Honda Gresini      | Honda NSR500    | 27   | +1.190    | 4       | 20    |
| 3º   | 11 | Tōru Ukawa               | Repsol Honda               | Honda RC211V    | 27   | +2.445    | 6       | 16    |
| 4º   | 65 | Loris Capirossi          | West Honda Pons            | Honda NSR500    | 27   | +2.830    | 3       | 13    |
| 5º   | 4  | Alex Barros              | West Honda Pons            | Honda NSR500    | 27   | +4.117    | 2       | 11    |
| 6º   | 6  | Norick Abe               | Antena 3 Yamaha d'Antín    | Yamaha YZR500   | 27   | +18.517   | 10      | 10    |
| 7º   | 9  | Nobuatsu Aoki            | Proton Team KR             | Proton KR3      | 27   | +31.785   | 15      | 9     |
| 8º   | 10 | Kenny Roberts Jr         | Telefonica Movistar Suzuki | Suzuki GSV-R    | 27   | +33.876   | 9       | 8     |
| 9º   | 15 | Sete Gibernau            | Telefonica Movistar Suzuki | Suzuki GSV-R    | 27   | +38.762   | 13      | 7     |
| 10º  | 31 | Tetsuya Harada           | Pramac Honda Racing        | Honda NSR500    | 27   | +39.975   | 11      | 6     |
| 11º  | 19 | Olivier Jacque           | Gauloises Yamaha Tech 3    | Yamaha YZR500   | 27   | +47.496   | 8       | 5     |
| 12º  | 17 | Jurgen van den Goorbergh | Kanemoto Racing            | Honda NSR500    | 27   | +47.930   | 17      | 4     |
| 13º  | 21 | John Hopkins             | Red Bull Yamaha WCM        | Yamaha YZR500   | 27   | +50.249   | 16      | 3     |
| 14º  | 55 | Régis Laconi             | MS Aprilia Racing          | Aprilia RS Cube | 27   | +50.684   | 19      | 2     |
| 15º  | 8  | Garry McCoy              | Red Bull Yamaha WCM        | Yamaha YZR500   | 27   | +53.293   | 18      | 1     |
| 16º  | 99 | Jeremy McWilliams        | Proton Team KR             | Proton KR3      | 27   | +54.171   | 12      |       |
| 17º  | 56 | Shin'ya Nakano           | Gauloises Yamaha Tech 3    | Yamaha YZR500   | 27   | +1:24.014 | 14      |       |

### Ritirati
| Nº | Pilota       | Squadra                 | Motocicletta  | Giri | Griglia |
| -- | ------------ | ----------------------- | ------------- | ---- | ------- |
| 7  | Carlos Checa | Marlboro Yamaha         | Yamaha YZR-M1 | 26   | 5       |
| 20 | Pere Riba    | Antena 3 Yamaha d'Antín | Yamaha YZR500 | 2    | 20      |

### Squalificato
| Nº | Pilota     | Squadra         | Motocicletta  | Griglia |
| -- | ---------- | --------------- | ------------- | ------- |
| 3  | Max Biaggi | Marlboro Yamaha | Yamaha YZR-M1 | 7       |

## Classe 250

### Arrivati al traguardo
| Pos. | Nº | Pilota            | Squadra                        | Motocicletta | Giri | Tempo     | Griglia | Punti |
| ---- | -- | ----------------- | ------------------------------ | ------------ | ---- | --------- | ------- | ----- |
| 1º   | 10 | Fonsi Nieto       | Telefonica Movistar-Repsol     | Aprilia      | 26   | 46:03.241 | 2       | 25    |
| 2º   | 4  | Roberto Rolfo     | Fortuna Honda Gresini          | Honda        | 26   | +1.987    | 5       | 20    |
| 3º   | 7  | Emilio Alzamora   | Fortuna Honda Gresini          | Honda        | 26   | +5.355    | 9       | 16    |
| 4º   | 21 | Franco Battaini   | Imola Circuit Exalt Cycle Race | Aprilia      | 26   | +11.484   | 1       | 13    |
| 5º   | 15 | Roberto Locatelli | Tu Racing                      | Aprilia      | 26   | +11.982   | 11      | 11    |
| 6º   | 27 | Casey Stoner      | Safilo Oxydo Race LCR          | Aprilia      | 26   | +16.476   | 7       | 10    |
| 7º   | 9  | Sebastián Porto   | Petronas Sprinta Yamaha TVK    | Yamaha       | 26   | +23.987   | 4       | 9     |
| 8º   | 6  | Alex Debón        | Campetella Racing              | Aprilia      | 26   | +33.173   | 8       | 8     |
| 9º   | 8  | Naoki Matsudo     | Dark Dog Yamaha Kurz           | Yamaha       | 26   | +33.473   | 12      | 7     |
| 10º  | 24 | Toni Elías        | Telefonica Movistar-Repsol     | Aprilia      | 26   | +44.011   | 10      | 6     |
| 11º  | 32 | Héctor Faubel     | RFME Equipo Nacional           | Aprilia      | 26   | +47.047   | 17      | 5     |
| 12º  | 11 | Haruchika Aoki    | DeGraaf Grand Prix             | Honda        | 26   | +48.583   | 15      | 4     |
| 13º  | 18 | Shahrol Yuzy      | Petronas Sprinta Yamaha TVK    | Yamaha       | 26   | +1:01.097 | 18      | 3     |
| 14º  | 34 | Eric Bataille     | Cibertel Honda BQR             | Honda        | 26   | +1:01.120 | 21      | 2     |
| 15º  | 76 | Tarō Sekiguchi    | Dark Dog Yamaha Kurz           | Yamaha       | 26   | +1:01.429 | 16      | 1     |
| 16º  | 22 | Raúl Jara         | RFME Equipo Nacional           | Aprilia      | 26   | +1:01.659 | 13      |       |
| 17º  | 12 | Jason Vincent     | Cibertel Honda BQR             | Honda        | 26   | +1:06.893 | 19      |       |
| 18º  | 25 | Vincent Philippe  | Equipe de France - Scrab GP    | Aprilia      | 26   | +1:09.713 | 23      |       |
| 19º  | 19 | Leon Haslam       | Cibertel Honda BQR             | Honda        | 26   | +1:15.733 | 24      |       |
| 20º  | 41 | Jarno Janssen     | DeGraaf Grand Prix             | Honda        | 25   | +1 giro   | 20      |       |

### Ritirati
| Nº | Pilota          | Squadra                     | Motocicletta | Giri | Griglia |
| -- | --------------- | --------------------------- | ------------ | ---- | ------- |
| 3  | Marco Melandri  | MS Aprilia Racing           | Aprilia      | 25   | 3       |
| 17 | Randy de Puniet | Campetella Racing           | Aprilia      | 15   | 6       |
| 42 | David Checa     | Safilo Oxydo Race LCR       | Aprilia      | 4    | 14      |
| 51 | Hugo Marchand   | Equipe de France - Scrab GP | Aprilia      | 3    | 22      |
| 28 | Dirk Heidolf    | Aprilia Germany             | Aprilia      | 0    | 25      |

### Non qualificato
| Nº | Pilota      | Squadra                 | Motocicletta |
| -- | ----------- | ----------------------- | ------------ |
| 39 | Luís Castro | Cordoba Patrimonio Hum. | Yamaha       |

## Classe 125

### Arrivati al traguardo
| Pos. | Nº | Pilota            | Squadra                        | Motocicletta | Giri | Tempo     | Griglia | Punti |
| ---- | -- | ----------------- | ------------------------------ | ------------ | ---- | --------- | ------- | ----- |
| 1º   | 4  | Lucio Cecchinello | Safilo Oxydo Race LCR          | Aprilia      | 23   | 42:08.107 | 6       | 25    |
| 2º   | 21 | Arnaud Vincent    | Imola Circuit Exalt Cycle Race | Aprilia      | 23   | +2.274    | 2       | 20    |
| 3º   | 17 | Steve Jenkner     | UGT 3000 - Abruzzo             | Aprilia      | 23   | +2.773    | 5       | 16    |
| 4º   | 26 | Daniel Pedrosa    | Telefonica Movistar jnr        | Honda        | 23   | +8.618    | 8       | 13    |
| 5º   | 36 | Mika Kallio       | Red Devil Honda                | Honda        | 23   | +13.089   | 17      | 11    |
| 6º   | 41 | Yōichi Ui         | Caja Madrid Derbi Racing       | Derbi        | 23   | +13.624   | 11      | 10    |
| 7º   | 16 | Simone Sanna      | Tu Racing                      | Aprilia      | 23   | +15.181   | 9       | 9     |
| 8º   | 5  | Masao Azuma       | Tribe by Breil                 | Honda        | 23   | +19.116   | 19      | 8     |
| 9º   | 25 | Joan Olivé        | Telefonica Movistar jnr        | Honda        | 23   | +19.185   | 12      | 7     |
| 10º  | 23 | Gino Borsoi       | UGT 3000 - Abruzzo             | Aprilia      | 23   | +24.193   | 7       | 6     |
| 11º  | 11 | Max Sabbatani     | Bossini Sterilgarda Racing     | Aprilia      | 23   | +34.510   | 23      | 5     |
| 12º  | 80 | Héctor Barberá    | Master-Aspar                   | Aprilia      | 23   | +34.563   | 16      | 4     |
| 13º  | 18 | Jakub Smrž        | Elit Grand Prix                | Honda        | 23   | +37.315   | 20      | 3     |
| 14º  | 6  | Mirko Giansanti   | Scot Racing                    | Honda        | 23   | +37.950   | 15      | 2     |
| 15º  | 50 | Andrea Ballerini  | FCC - TSR                      | Honda        | 23   | +39.897   | 30      | 1     |
| 16º  | 7  | Stefano Perugini  | Italjet Racing Service         | Italjet      | 23   | +57.693   | 13      |       |
| 17º  | 9  | Noboru Ueda       | Semprucci Angaia Racing        | Honda        | 23   | +1:03.935 | 21      |       |
| 18º  | 84 | Michel Fabrizio   | Team Italia                    | Gilera       | 23   | +1:03.959 | 32      |       |
| 19º  | 33 | Stefano Bianco    | Bossini Sterilgarda Racing     | Aprilia      | 23   | +1:03.971 | 18      |       |
| 20º  | 8  | Gábor Talmácsi    | Italjet Racing Service         | Italjet      | 23   | +1:05.248 | 22      |       |
| 21º  | 19 | Alex Baldolini    | UGT 3000 - Abruzzo             | Aprilia      | 23   | +1:05.515 | 31      |       |
| 22º  | 48 | Jorge Lorenzo     | Caja Madrid Derbi Racing       | Derbi        | 23   | +1:11.361 | 33      |       |
| 23º  | 31 | Mattia Angeloni   | Team Italia                    | Gilera       | 23   | +1:13.117 | 34      |       |
| 24º  | 57 | Chaz Davies       | CWF - Matteoni Racing          | Aprilia      | 23   | +1:17.907 | 28      |       |
| 25º  | 51 | Álvaro Bautista   | Atletico de Madrid             | Aprilia      | 23   | +1:20.614 | 26      |       |
| 26º  | 10 | Jarno Müller      | PEV Moto ADAC Sachsen          | Honda        | 23   | +1:23.174 | 24      |       |
| 27º  | 20 | Imre Tóth         | Semprucci Angaia Racing        | Honda        | 23   | +1:50.192 | 35      |       |

### Ritirati
| Nº | Pilota           | Squadra                 | Motocicletta | Giri | Griglia |
| -- | ---------------- | ----------------------- | ------------ | ---- | ------- |
| 12 | Klaus Nöhles     | PEV Moto ADAC Sachsen   | Honda        | 22   | 27      |
| 15 | Alex De Angelis  | Safilo Oxydo Race LCR   | Aprilia      | 21   | 4       |
| 34 | Andrea Dovizioso | Scot Racing             | Honda        | 21   | 10      |
| 52 | Julián Simón     | Telefonica Movistar jnr | Honda        | 14   | 29      |
| 22 | Pablo Nieto      | Master-Aspar            | Aprilia      | 8    | 1       |
| 39 | Jaroslav Huleš   | CWF - Matteoni Racing   | Aprilia      | 7    | 25      |
| 47 | Ángel Rodríguez  | Master-Aspar            | Aprilia      | 6    | 14      |

### Squalificato
| Nº | Pilota          | Squadra       | Motocicletta | Griglia |
| -- | --------------- | ------------- | ------------ | ------- |
| 1  | Manuel Poggiali | Gilera Racing | Gilera       | 3       |

### Non partito
| Nº | Pilota        | Squadra    | Motocicletta | Griglia |
| -- | ------------- | ---------- | ------------ | ------- |
| 71 | Rubén Catalán | Mir Racing | Aprilia      | 36      |